# Гетманенко Олексій Олександрович
Олексій Олександрович Гетманенко (нар. 26 березня 1984, місто Ужгород, Закарпатська область) — український політик і державний діяч, 1-й заступник голови Закарпатської обласної державної адміністрації. В.о. голови Закарпатської обласної державної адміністрації з 26 грудня 2019 по 22 квітня 2020 року.

## Життєпис
У 2001 році із золотою медаллю закінчив ЗОШ № 20 міста Ужгорода.
У 2001—2006 роках навчався в Ужгородському національному університеті на економічному факультеті за спеціальністю «облік і аудит», який закінчив з відзнакою магістра економіки.
У 2002—2004 роках — падіюн, педагог-організатор проекту «Юнацька Рада» в місті Ужгороді.
У лютому — листопаді 2004 року — головний бухгалтер ЗЕК «Рутенія» (місто Ужгород).
У листопаді 2004 — березні 2005 року — економіст відділу кредитування корпоративних клієнтів Закарпатського РУ «ПриватБанк». У грудні 2005 — березні 2006 року — старший менеджер по банківському обслуговуванню юридичних осіб відділу кредитування корпоративних клієнтів Закарпатського РУ «ПриватБанк».
У березні — листопаді 2006 року — керуючий відділення «ПриватБанк» № 1 Закарпаття, група Б. У листопаді 2006 — червні 2010 року — керуючий відділення «ПриватБанк» № 9 Закарпаття, група А. У червні 2010 — травні 2011 року — керуючий відділення «ПриватБанк» № 9 Закарпаття, група А — заступник керівника напрямку з бюджетних організацій Західного регіонального управління ПАТ КБ «ПриватБанк». У травні 2011 — січні 2017 року — заступник керівника напрямку з бюджетних організацій Західного регіонального управління ПАТ КБ «ПриватБанк».
У січні 2017 — вересні 2019 року — керівник напрямку з бюджетних організацій Західного регіонального управління ПАТ КБ «ПриватБанк».
З 2017 року — аспірант Ужгородського національного університету, міжнародні економічні відносини.
16 вересня — 3 грудня 2019 року — заступник голови Закарпатської обласної державної адміністрації.
З 4 грудня 2019 по квітень 2020 року — перший заступник голови Закарпатської обласної державної адміністрації.
З 26 грудня 2019 по 22 квітня 2020 року — виконувач обов'язків голови Закарпатської обласної державної адміністрації.

## Громадська діяльність
У 2000—2001 роках — голова «Юнацької Ради» в місті Ужгороді.
У 2003—2009 роках — голова ГО «Асоціації економістів Закарпаття».
У 2003—2004 роках — член правління ГО «Фундація регіональних ініціатив».
З 2009 року — співзасновник і голова правління ГО «Молода Ініціатива Ужгорода».
У 2022 році — активно займався волонтерською діяльністю. Надавав волонтерську допомогу Збройним Силам України, іншим військовим формуванням та вимушеним переселенцям.

## Родина
Одружений: дружина — Гетманенко Тетяна Михайлівна; син — Гетманенко Олександр Олексійович.